# デヴィッド・ボウイ
- デヴィッド・ボウイ
- デイヴィッド・ボウイ
- デイビッド・ボウイ
- デビッド・ボウイ
- デビッド・ボウイー

デヴィッド・ボウイ（英: David Bowie、1947年1月8日 - 2016年1月10日）は、イギリスのシンガーソングライター。本名はデヴィッド・ロバート・ヘイウッド・ジョーンズ（英: David Robert Haywood Jones）。
1996年にロックの殿堂入りを果たした。グラミー賞には19回ノミネートされ、5回受賞している。NME誌の「史上最も影響力のあるアーティスト」に選出されている。
2000年に大英帝国勲章コマンダーを、2003年に大英帝国騎士号をそれぞれ叙勲辞退しているが、1999年にフランス政府より授与された芸術文化勲章コマンドールは受章している。2002年には、100名の最も偉大な英国人に選出された。

## 生涯

### 生い立ちから初ヒット
1947年1月8日、イギリスのロンドン南部ブリクストンに、ケント出身でウェイトレスをしていたマーガレット・マリー（Margaret Mary、1913年 - 2001年）と、ヨークシャー出身で子供のためのチャリティー団体バーナード・ホームズで広報活動をしていたヘイウッド・ステントン・ジョーンズ（Haywood Stenton Jones、1912年 - 1969年）の間に生まれた。一家は、ブリクストンとストックウェルの境界に近い、40 Stansfield Roadに住み、ボウイは6歳になるまでストックウェルの幼児学校に通っていたが、1953年に一家はブロムリーの郊外に引っ越す。
子供の頃から、音楽好きの父親が買ってくるフランキー・ライモン&ザ・ティーンエイジャーズ、プラターズ、ファッツ・ドミノ、リトル・リチャード、エルヴィス・プレスリーなどの、アメリカのポピュラー・ロック音楽に親しむ。異父兄であるテリー・バーンズ（Terry Burns）の影響でモダンジャズに関心を持ち、特にチャールズ・ミンガスやジョン・コルトレーンにあこがれた。14歳になった1961年に、母親からプラスチック製のアルト・サックスを贈られ、その後さっそく地元のミュージシャンにレッスンを受ける。
1962年、ボウイは15歳の時に重傷を負う。学校でガールフレンドを巡る喧嘩を起こし、その際に彼の友人のジョージ・アンダーウッドが左目を殴ったために、4か月の入院と数度にわたる左目の手術を受けた。この喧嘩の後遺症によりボウイの虹彩の色が左右で異なっている。この一件にもかかわらず、二人の友達づきあいはそれからも続き、アンダーウッドはボウイの初期のアルバムのアートワークを制作した。
同年、プラスチック製のアルト・サックスを卒業して、本物の楽器を扱うようになり、彼にとっての最初のバンド「コンラッズ（Konrads）」を結成した。このバンドではギターかベースを担当し、主な演奏場所は若者の集まりか、あるいは結婚式であった。バンドのメンバーは概ね4人から8人の間で、その中にはガールフレンドを取り合ったアンダーウッドも居た。
1964年6月5日に「ディヴィー・ジョーンズ・アンド・ザ・キング・ビーズ（Davie Jones with The King Bees）」名義で最初のシングル「リザ・ジェーン（Liza Jane）」を発表。しばらくはヒットに恵まれず、「ザ・マニッシュ・ボーイズ（The Manish Boys）」「ディヴィー・ジョーンズ・アンド・ザ・ロウアー・サード（Davy Jones & The Lower 3rd）」などと名を変えたが、モンキーズのボーカリストであるデイビー・ジョーンズと紛らわしいことから、1966年4月のシングル「Do Anything You Say」から使い始めた「デヴィッド・ボウイ」が芸名として定着することになる。このボウイの名前は19世紀に活躍したアメリカの開拓者であるジェームズ・ボウイと、彼が愛用していたナイフであるボウイ・ナイフから取られた。

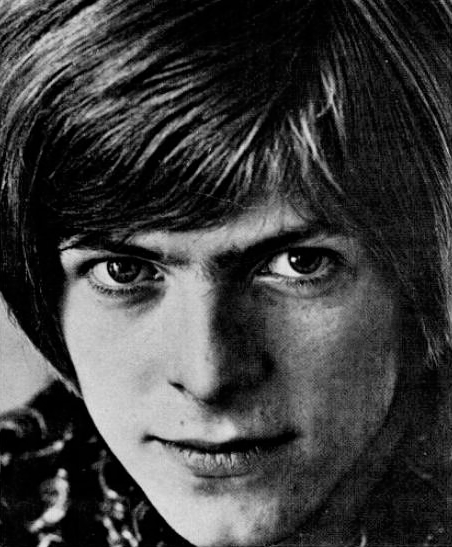
デビュー当時のボウイ (1967年9月)

1967年6月、デビューアルバム『デヴィッド・ボウイ』を発表。アルバム製作中にチベット仏教に傾倒し、チベット難民救済活動を行うチベット・ソサエティに参加している。同年9月に短編映画『イメージ』（1969年、イギリス）に出演が決定し、その撮影の際にリンゼイ・ケンプと出会っている。ボウイはロンドン・ダンス・センターでのケンプのダンス・クラスに習い、ケンプの下でコンメディア・デッラルテなどから学んだアバンギャルドとパントマイムによってドラマティックな表現を身につけた。
1969年、前年に公開された映画『2001年宇宙の旅』をモチーフにして、アルバム『スペイス・オディティ』を制作。アポロ11号の月面着陸に合わせて、その直前にシングル「スペイス・オディティ」をリリースした。

### グラム・ロック時代

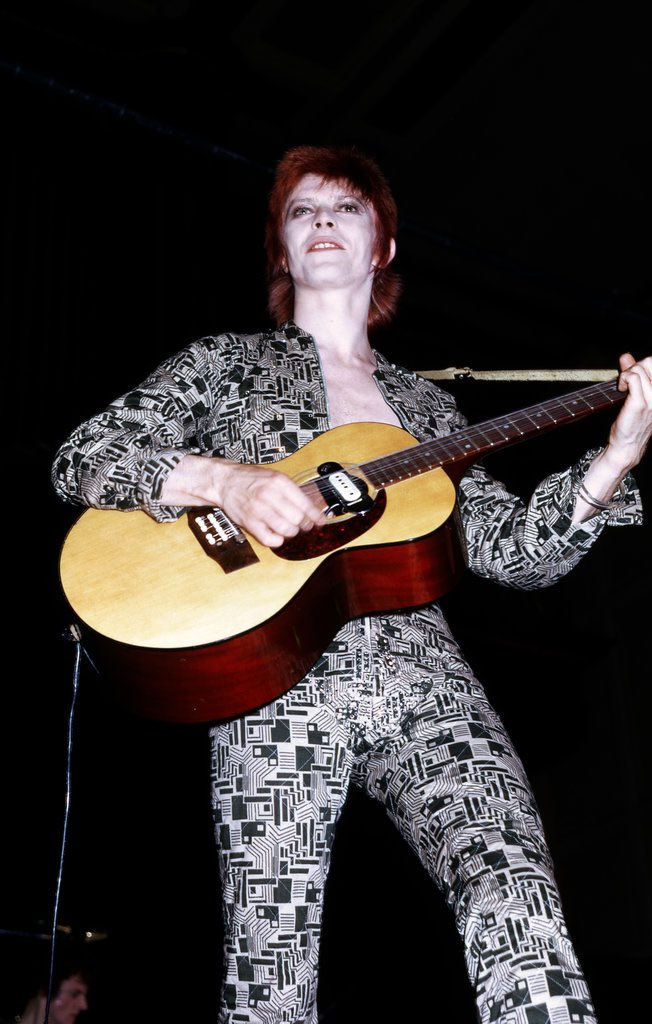
グラムロック時代

1970年、ミック・ロンソンをサウンド面での盟友に迎え『世界を売った男』をリリース。歌詞に哲学・美学の要素が含まれるようになり、1971年のアルバム『ハンキー・ドリー』でその路線は更に深まり、歌詞にも哲学・美学の要素が強く表れるようになった。
ミック・ロンソンが後に加入することになるグラムロックバンドのモット・ザ・フープルは1972年3月、解散危機に直面し、ボウイはモット・ザ・フープルに「すべての若き野郎ども」を提供、同バンドの楽曲として大ヒットした。
1972年6月、コンセプト・アルバム『ジギー・スターダスト』をリリース。コンセプトに基づいて架空のロックスター「ジギー・スターダスト（Ziggy Stardust）」を名乗り、そのバックバンドである「スパイダーズ・フロム・マーズ（The Spiders from Mars）」を従え、世界を股に掛けた1年半もの長いツアーを組んだ。初期はアルバムの設定に従ったものだったが、徐々に奇抜な衣装（山本寛斎の衣装も多く取り上げている）、奇抜なメイクへと変貌していった。アメリカツアーの最中に録音された『アラジン・セイン』は、「ジギー・スターダスト」を演じるボウイというよりは、「ジギー・スターダスト」というアーティストそのもののアルバムになった。しかし、1973年7月3日のイギリスでの最終公演を最後に、ボウイはこの架空のロックスター「ジギー・スターダスト」の終焉を宣言した。この時期、後に歌手としてデビューするチェリー・バニラが、ボウイの広報を担当していた。
「ジギー・スターダスト」を演じることをやめ、一息ついたボウイは、子供の頃好んで聞いていた楽曲を中心に構成したカバーアルバム『ピンナップス』を発表し、それを最後にジギー・スターダスト時代の唯一の名残であるバックバンド「スパイダーズ・フロム・マーズ」を解散させ、盟友のミック・ロンソンとも離れることになった。ただ、ロンソンとは決別した後も、連絡を取り合う関係だった。

### アメリカ時代

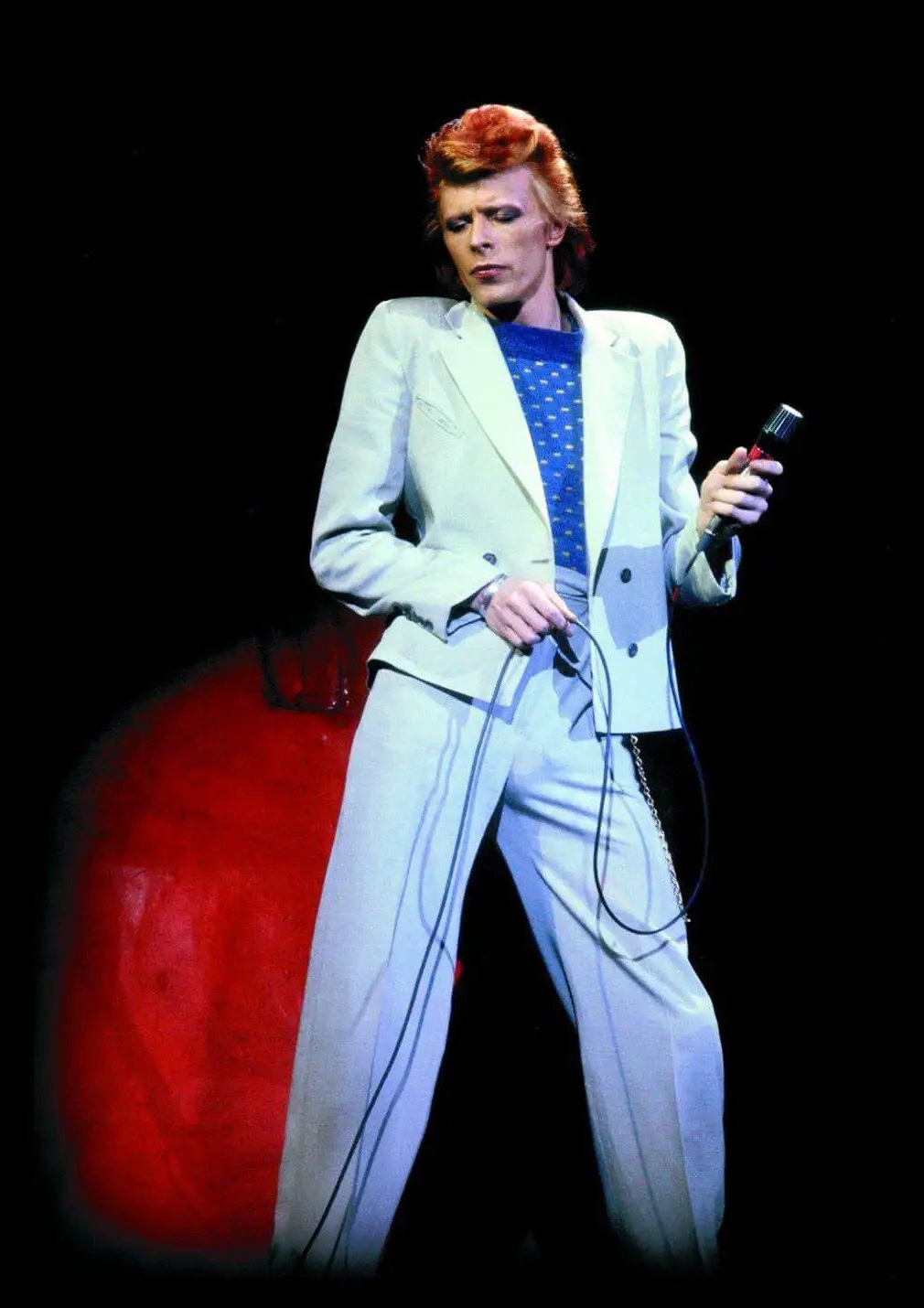
アメリカ時代 (1974年7月)

1974年、そのような状況の中で、心機一転、原点回帰して、アルバムを制作することになった。作詞の際にウィリアム・バロウズが一躍有名にした「カット・アップ」の手法を導入したコンセプト・アルバム『ダイアモンドの犬』を発表する。ジョージ・オーウェルのSF小説『1984年』をモチーフに作られたアルバムだったが、オーウェルの遺族から正式な許可が下りず、「『1984年』という言葉を大々的に使用してはならない、『1984年』の舞台化も許さない」という制約で縛られることになった。1974年6月に始めた北米ツアーでは、ロック史上空前の巨大な舞台セットを導入し、絶賛されたが、相次ぐ機材のトラブル、ボウイの体調不良などで、2ヶ月程度でツアーは中断することになった。
1975年、カルロス・アロマーを盟友に迎え、『ヤング・アメリカンズ』を発表する。全米1位を獲得したジョン・レノンとの共作シングル「フェイム」を含むこのアルバムは、フィリー・ソウルからさらに一歩踏み込み「白人はいかに黒人音楽のソウルフルさに近づけるか」というコンセプトで作られた。このアルバムの直後、初の主演映画『地球に落ちて来た男』がクランクインした。
1976年、自らの主演映画の内容に影響を受け、長年の薬物使用/中毒で精神面での疲労が頂点に達していたボウイは、自らのアイデンティティを見直す作業を余儀なくされた。それは、前作と裏返しの「白人である私、ヨーロッパ人である私はいかに黒人音楽を取り入れるべきか」という方向に変わり、コンセプト・アルバム『ステイション・トゥ・ステイション』として結実した。

### ベルリン時代

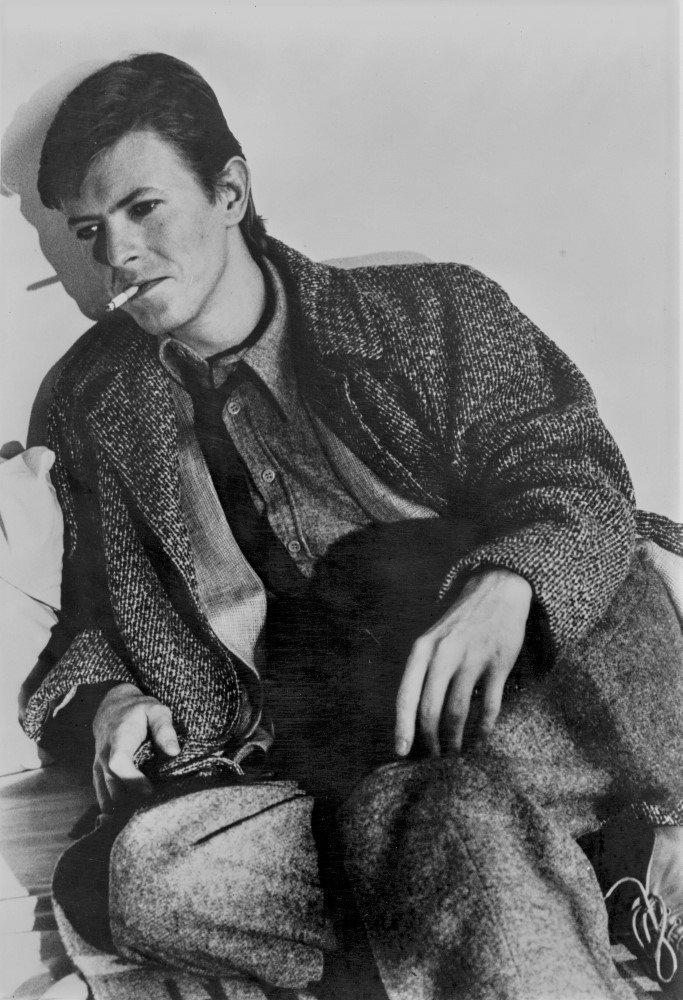
ベルリン時代 (1979年)

ボウイは再び架空のキャラクター「シン・ホワイト・デューク（Thin White Duke、痩せた青白き公爵）」を名乗り、それを演じた。ドイツでのライブはナチズムを強く意識したステージ構成になった。インタビューでは「自分はファシズムを信じている」「ヒトラーは最初のロックスター」などの擁護発言を行ない、ファンの前でジークハイルを見せた写真が掲載される騒動が起き、メディアから激しいバッシングを受け、危険人物とみなされることも多かった。同じく1970年代後半にエリック・クラプトンが差別発言を行った（ボウイとクラプトンの発言については、下段の思想欄を参照）。ツアーの終了後、薬物からの更生という目的も兼ねてベルリンに移住し、ひそやかに音楽作りを始めた。
1977年から1979年にかけてブライアン・イーノとのコラボレーションで制作されたアルバム『ロウ』『英雄夢語り』『ロジャー』は、のちに「ベルリン三部作」と呼ばれることになる。ロンドン・パンク/ニュー・ウェイヴ全盛期の中で、あえてプロト・パンク/オールド・ウェイヴを前面に出した。

### カルト・スターとの決別

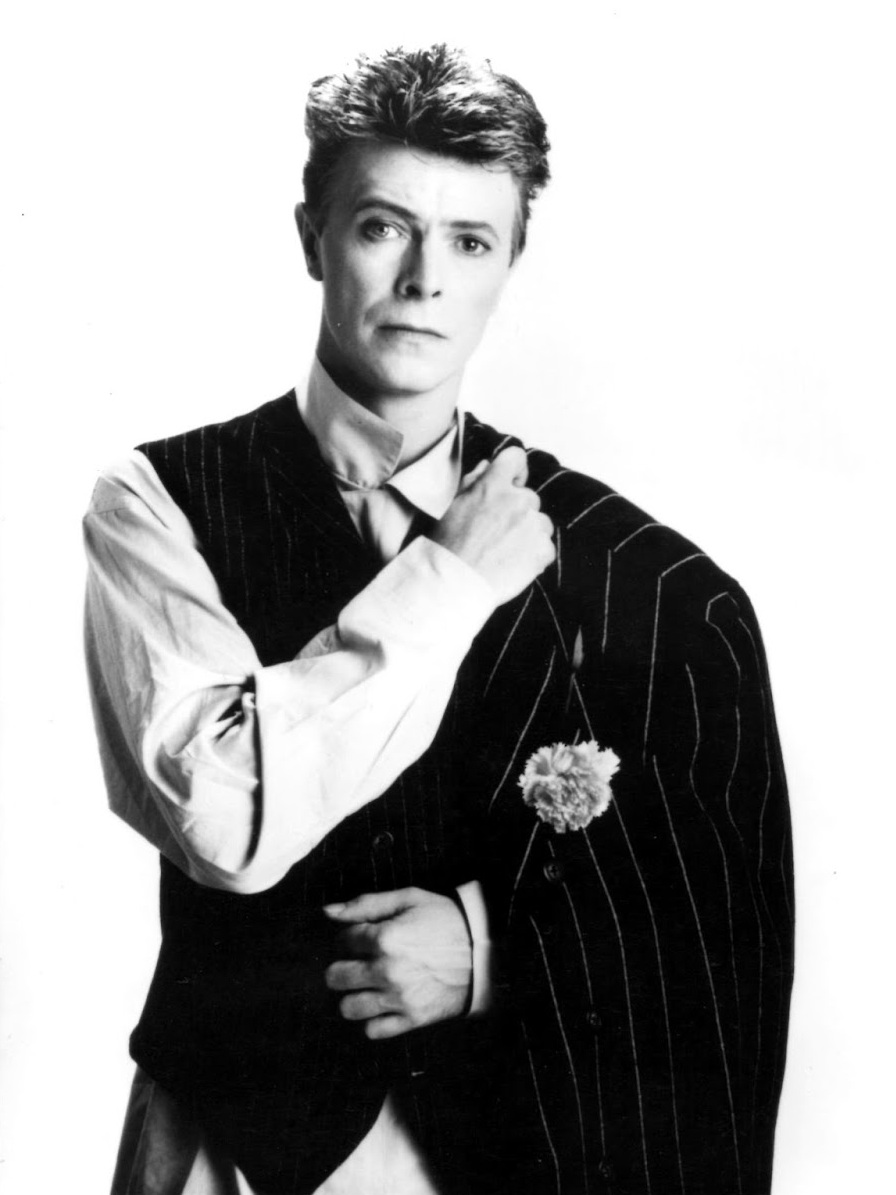
ポップ・ロック時代 (1984年)

1980年、再びアメリカに戻り、ニューウェーブを前面に出した、RCA時代最後のアルバム『スケアリー・モンスターズ』を発表した。初ヒット曲の「スペイス・オディティ」の登場人物・トム少佐を再び登場させ、「アッシュズ・トゥ・アッシュズ」で彼のその後と自分を重ね合わせて歌い、ボウイはカルト・スターとしての「デヴィッド・ボウイ」と決別することになった。
一転して1980年代はナイル・ロジャースをプロデューサーに起用したアルバム『レッツ・ダンス』はキャリア最大のヒット・アルバムとなり、ファン層を広げた。1983年のシリアス・ムーンライト・ツアーでは新しいファンをも取り込んでの大規模なワールドツアーを大成功させ、カルト・ヒーローからメジャー・ロック・スターの座につくことになった。ただこのころから以前のようなカルトなアーティスティックな作風からポップ・ロック路線へと作風が変化するが、迷走と模索の時期ともなった。この頃のボウイは俳優としての出演も多い。

### ティン・マシーン時代

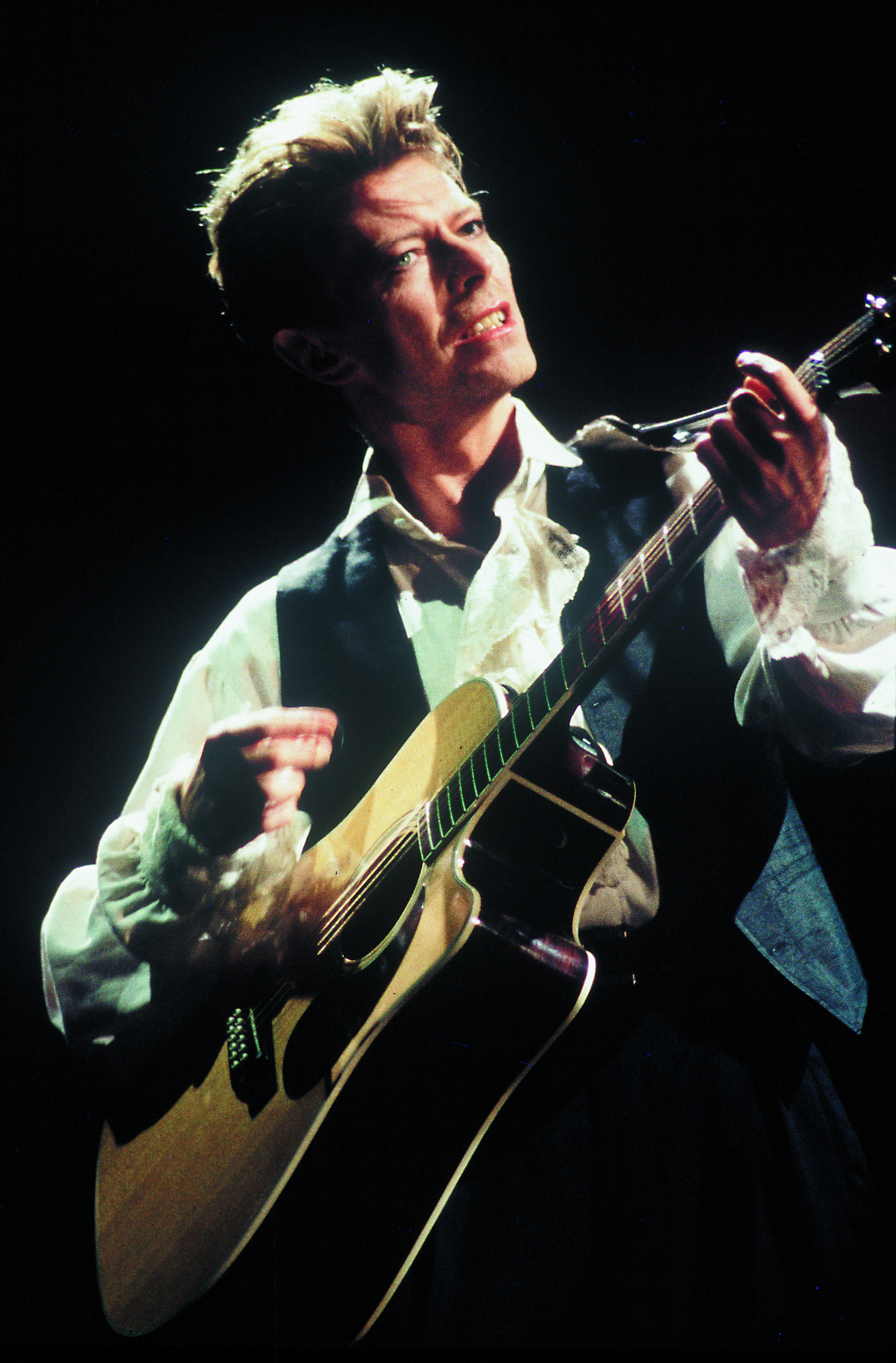
ティン・マシーン時代 (1990年9月)

1989年、ボウイはゴージャスなサウンドとステージからイメージ・チェンジをはかり、シンプルなロックバンド「ティン・マシーン」を結成。スタジオ・アルバムを2枚、ライヴ・アルバムを1枚リリースする。その後、過去のベスト・ヒット・メドレー的なコンサートとしては最後と銘打ってサウンド+ヴィジョン・ツアーを行い、過去の総決算を果たそうとした。

### ソロ活動再開
1991年に『ティン・マシーンII』を発表。この後、現在までティン・マシーンのアルバムはリリースされておらず、正式な解散発表はないものの、事実上の解散状態となる。
1993年にモデルのイマン・アブドゥルマジドと再婚。そして、ナイル・ロジャースと再び組んで6年ぶりのソロアルバム『ブラック・タイ・ホワイト・ノイズ』を発表、『トゥナイト』以来9年ぶりに全英1位を獲得する。1995年に今度はブライアン・イーノと再び組んで『アウトサイド』をリリース。その後、1997年に『アースリング』、1999年に『アワーズ…』をリリースする。
メジャーなロック・スターに珍しく、1990年代のボウイはコンスタントに新しい作品の発表とツアー活動を行い、時代の実験的なアプローチを導入した。

### 病気療養と引退報道

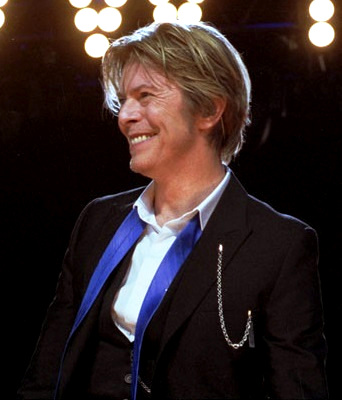
シカゴ公演より (2002年8月)

2000年代に入っても創作意欲は衰えず、2002年に『ヒーザン』、2003年に『リアリティ』と立て続けにアルバムを発表し、大規模なワールド・ツアーを開始する。その中で8年ぶりの来日公演も果たした。しかし、このツアー中にハンブルクにて動脈瘤による前胸部の痛みを訴え緊急入院、残りの14公演を急遽中止した。

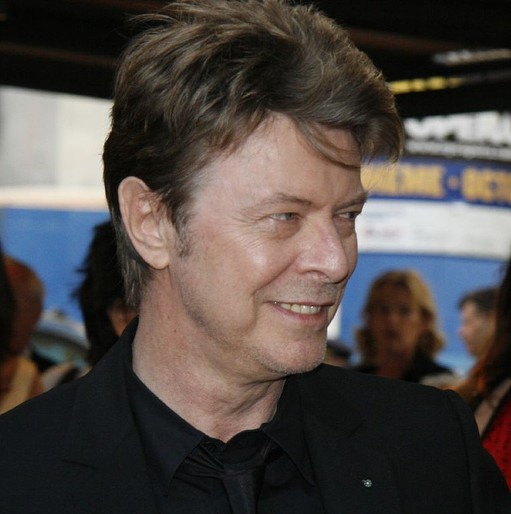
2006年

この一件以来、ボウイは創作活動に消極的となり、2004年の「ネヴァー・ゲット・オールド（Never Get Old）」（『リアリティ』からのシングル・カット）以降リリースが途絶えることになった。公の場に姿を現したのも、2006年にデヴィッド・ギルモアやアリシア・キーズのライブにゲスト出演した程度で、表立った活動はほとんど行われなかった。
親交の深いブライアン・イーノは2010年初頭のインタビューで「ここ数年のボウイはすっかり創作活動への意欲を削がれてしまったようで、この調子だと新作は当分ないだろう」と語り、同年秋に妻のイマンが近年のボウイは自宅でアート作品の制作や執筆に勤しんでおり、その生活に満足していると語った。イマンによれば、現在は自身が蒐集した100個以上のオブジェを撮影し、それに自身のテキストを添えた書籍『Bowie: Object』を執筆中であり、ボウイが第一線に復帰することについては「本人次第」とした。
2011年にボウイの伝記を手掛けた作家、ポール・トリンカが「よほど劇的な作品を届けることがない限り、もう一線には戻らないだろう」と、ボウイは実質的にほぼ引退したという見解を述べた。
同年3月に、2001年にリリースを予定していたという幻のアルバム『トーイ』がインターネット上に流出するという事件が起こった。

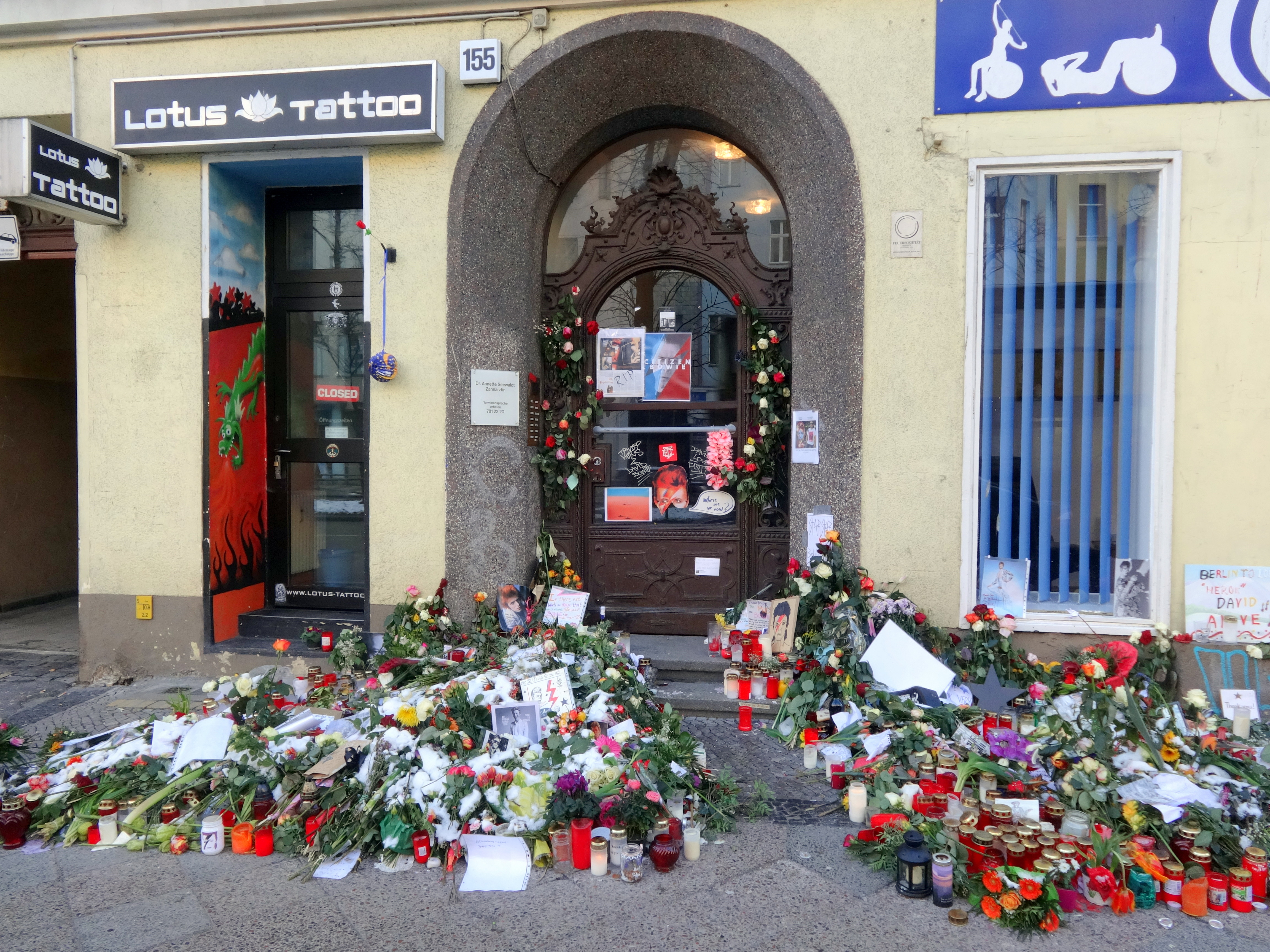
没後、献花されたベルリン時代のアパート (2016年1月)

### 突然の復帰、そして死
2013年1月8日、ボウイの66歳となる誕生日に突如、新曲「ホエア・アー・ウィー・ナウ?」と10年ぶりとなる新作『ザ・ネクスト・デイ』を3月に発売すると発表。先行シングルの「ホエア・アー・ウィー・ナウ?」は全世界119か国のiTunes Storeにて一斉配信開始され、リリースから24時間で27か国のiTunesチャート1位になった。ボウイ重病説を信じたエコー&ザ・バニーメンのフロントマン、イアン・マッカロクは、彼は亡くなるものだと思い込み、トリビュート・ソングを作っていたため、突然のカムバックに驚かされたらしい。2015年、自身が1976年に主演した映画『地球に落ちて来た男』が舞台化され、自身もプロデュースを担当することが発表される。舞台化作品のために、新曲の書きおろしと、過去の楽曲がアレンジされて提供される。2016年1月10日、18か月の闘病の末、肝癌により死去したことが公式Facebookにて公表された。2日前の69歳の誕生日にアルバム『ブラックスター（★）』をリリースしたばかりであった。その収録曲「ラザルス」は、自らの死期を悟っていたボウイがプロデューサーのトニー・ヴィスコンティと共に、ファンへの最後のメッセージを盛り込んだ内容となっている。トニー・ヴィスコンティは《モジョ》誌のインタビューで「彼は最後まで楽天的だった。ずいぶん弱ってきてるけど、新しい治療法を試してみるつもりだとか、新しい曲を書いてて、さらに次のアルバムのレコーディングをどうしようとか、話してた。私たちも皆そうだけど、彼もまた、もっと時間があると思ってたんだろうな」と語っている。ボウイの遺体は1月12日にニュージャージー州で火葬され、遺灰はバリ島で散骨された。アルバムは、自身初の全米チャート（Billboard 200）1位を獲得した。
2017年、遺作となった作品『ブラックスター（★）』が、グラミー賞で最多の5部門を獲得した。

## 人物

### 音楽家としてのボウイ

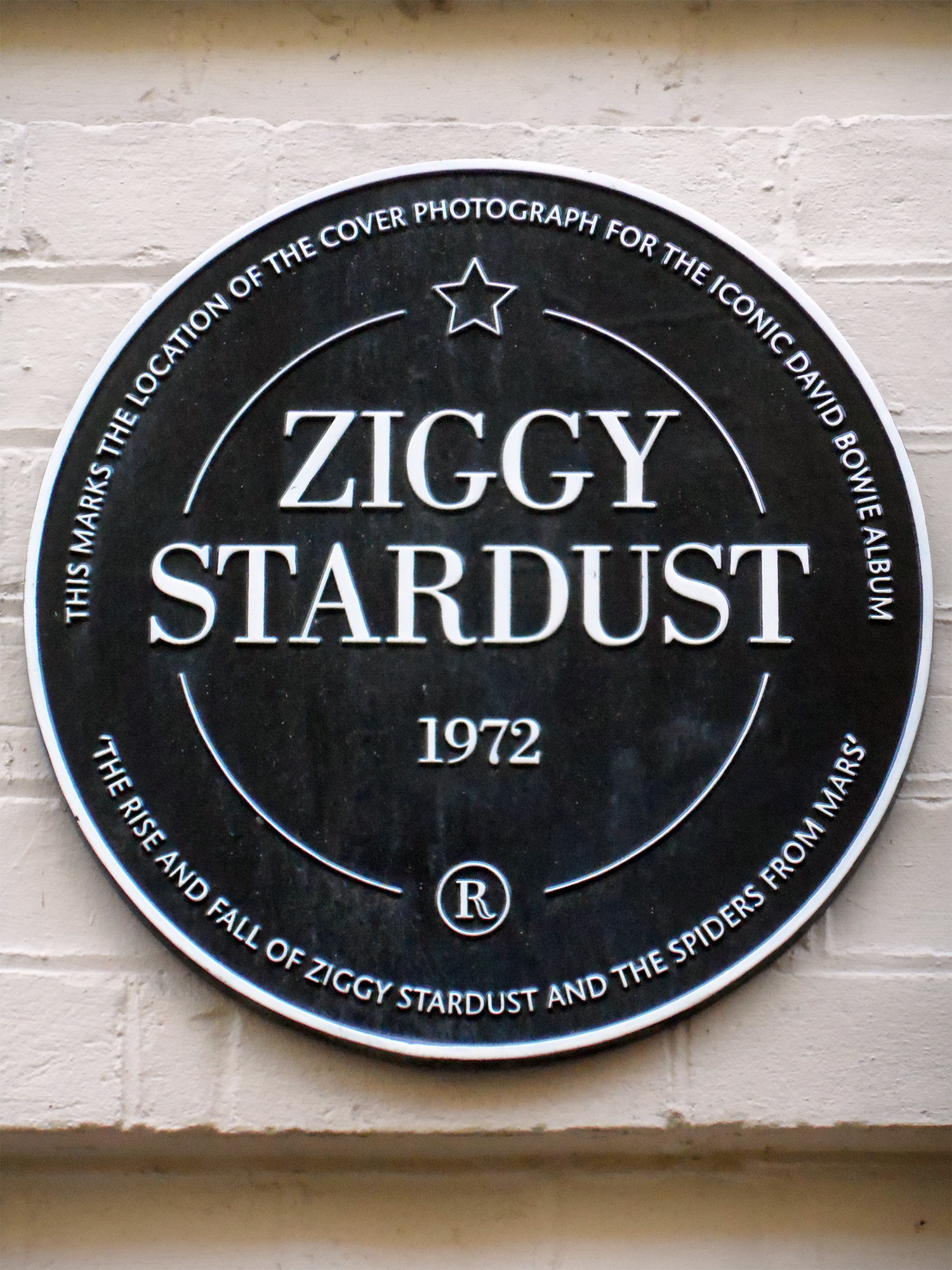
故郷ロンドンにあるジギー・スターダストの碑標

名声を得たミュージシャンは、自分の音楽性を維持するために保守的になる場合も多いが、ボウイの場合はスタイルを変化させることで、音楽性の変化を繰り返し、それぞれの時期において変容を繰り返した。時代ごとに個性的なミュージシャン達とコラボレーションを行い、他のジャンルのアーティスト達とも積極的に交流する柔軟さも持っていた。音楽メディアから商業主義との批判も受けたが、生涯意欲的な創作を続けた。1970年代・1980年代以降のミュージック・シーンは、なにかしらボウイの音楽的影響を受けているミュージシャンも存在する。モット・ザ・フープル、イギー・ポップ、ルー・リード、ジャパンや、デヴィッド・バーン、カルチャー・クラブ、ヴィサージ、スパンダー・バレエ、デュラン・デュラン、トレント・レズナーらが影響を受けてきた。また、セールス的に成功し、死後のロックスターとしての遺産はきわめて巨額だった。アーティスティックな面と、商業的利益をうまく両立させたミュージシャンとも言える。
1973年に初の日本公演を果たしている。ボウイは飛行機恐怖症であったことから、来日に際してはアメリカ合衆国から船で来日し、イギリスへの帰国の時も横浜港からナホトカ航路を経由してウラジオストクからシベリア鉄道に乗車したという逸話もある。

### 役者としてのボウイ

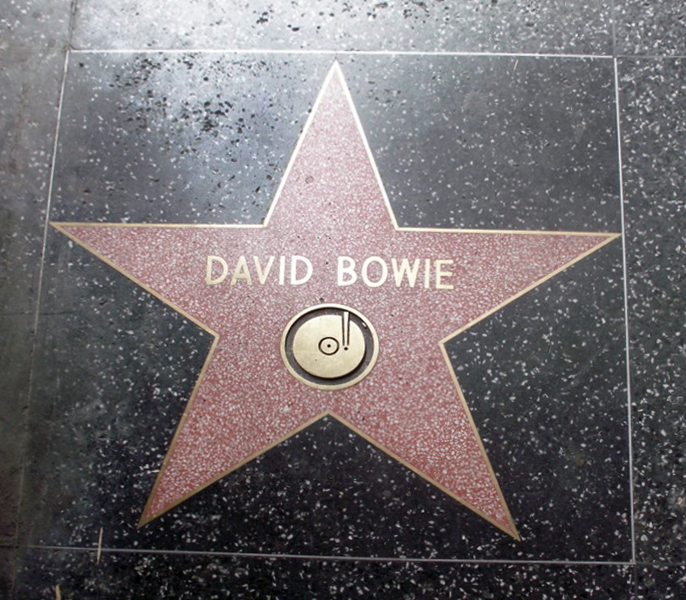
ハリウッドにあるボウイの「名声の歩道」

ボウイの初めてのメジャーな映画出演は『地球に落ちて来た男』であり、それは演劇『エレファント・マン』同様の賞賛をもたらした。この作品での演技が評価されて、第4回サターン賞の主演男優賞を受賞した。それ以前の映画出演としては、1969年の前衛映画にパントマイムとして出演している。以降の役者としての経歴は散発的なものであった。1983年に大島渚監督の『戦場のメリークリスマス』に英軍将校ジャック・セリアズ役で出演した。1984年に『眠れぬ夜のために』で殺し屋の端役を、マーティン・スコセッシ監督の『最後の誘惑』ではピラトを演じた。
『戦場のメリークリスマス』は一部の批評家に感銘を与えた。しかし次作のロック・ミュージカル『ビギナーズ』（1986年）は失望と非難の的となった。同年彼はジム・ヘンソン監督の『ラビリンス/魔王の迷宮』でゴブリンの王ジャレスを演じた。
彼は『ハンガー』でカトリーヌ・ドヌーヴ、スーザン・サランドンと共演し、『バスキア』ではアンディ・ウォーホル役を演じた。『ツイン・ピークス/ローラ・パーマー最期の7日間』ではミステリアスなFBI捜査官フィリップ・ジェフリーズ役で出演した。

### 思想

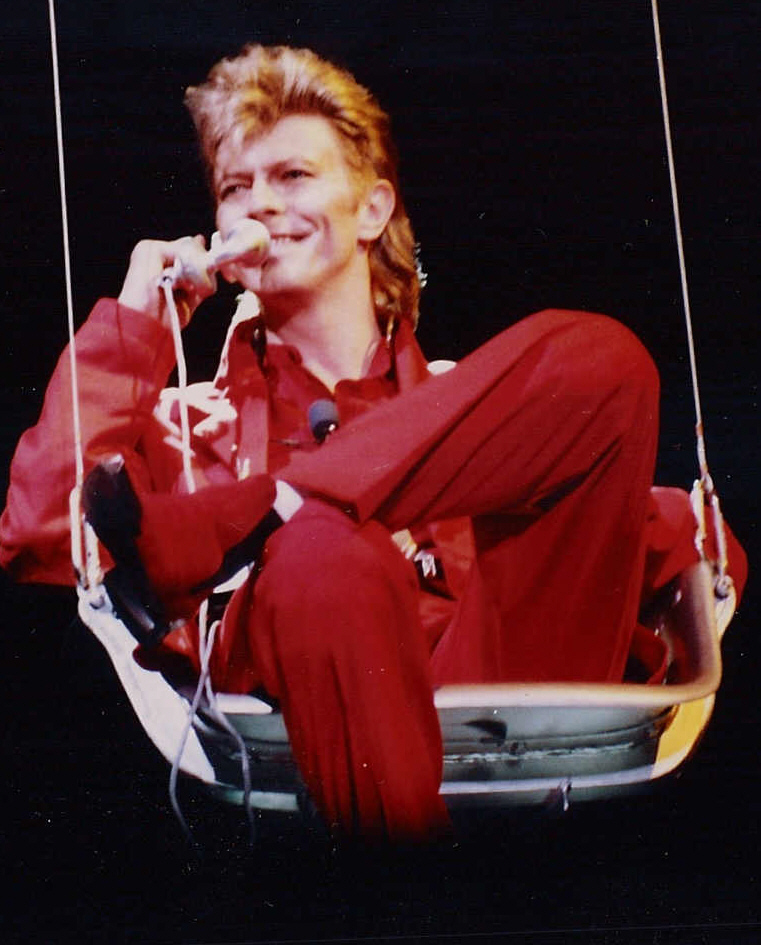
1987年

過去の《バウンス》誌によれば、ボウイは60年代のヒッピーに激怒したことがある。ボウイはヨーロッパの芸術、貴族への憧憬を持ち続けた。それがエスカレートしたのか、70年代にファシズム支持発言をしている。1974年にボウイは「イギリスはファシズムのリーダーになる用意がある」との問題発言をおこなった。後にファシズムへの傾倒は「浮気」だったこと等を、明かしている。1976年の《プレイボーイ》誌のインタビューでは「ロック・スターは皆、ファシスト」「ヒットラーはロック・スターだった」と再度の問題発言をしている。同時期に、エリック・クラプトンも人種差別的な発言をしており、そうしたクラプトンやボウイの問題発言に激しく反発した若者を中心とする人々は、「ロック・アゲインスト・レイシズム」の運動を実施した。
1980年代以降、ボウイは反人種差別と反ファシズムに急激にシフトした。1983年、MTVのアンカーマーク・グッドマンとのインタビューで、ボウイはMTVが黒人ミュージシャンのミュージックビデオをゴールデンタイムに全くオンエアしないことを批判し、グッドマンが理由の1つとして「アメリカ中西部の市民にはTVに黒人が映るとびっくりする人たちがいるため配慮している」と述べた際に目に見えて不快になった。『チャイナ・ガール』と『レッツ・ダンス』のミュージックビデオは、ボウイによって人種差別に対する「非常に単純で非常に直接的な」意見の表現だとされた。

### 親日家

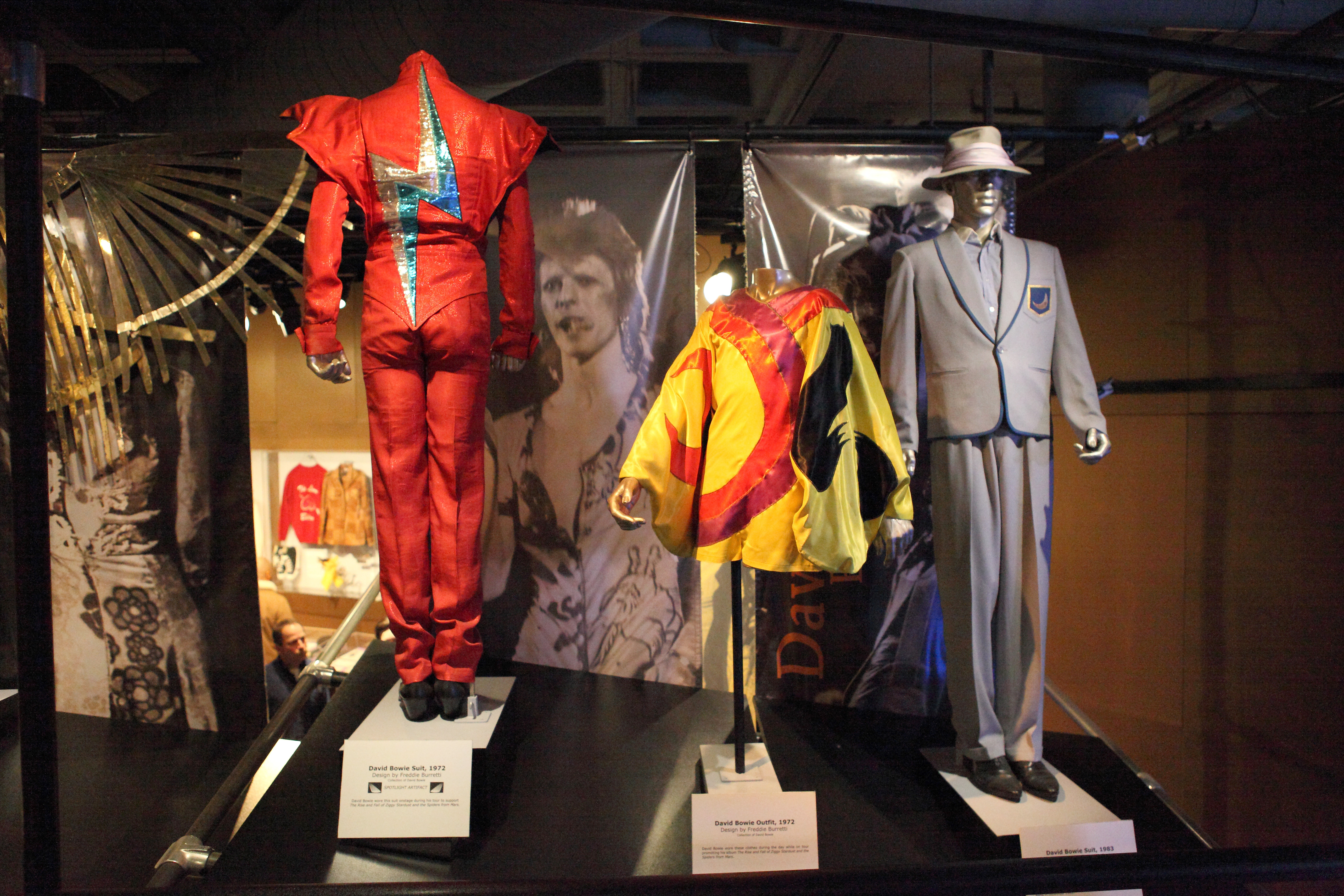
ジギー・スターダスト時代の衣装(左2つ)と、シリアス・ムーンライト・ツアーで使用された衣装(右)

デヴィッド・ボウイが大の日本好きであったことはよく知られている。
ボウイが日本文化に興味を持ち始めたのはロンドンで、1960年代に舞踊家リンゼイ・ケンプのダンス・スクールに通っていた時であった。衣笠貞之助の無声映画に影響を受けたことを自認するケンプは、生徒のボウイに武満徹を聴かせ、共に日本の伝統芸能、能や歌舞伎を研究した。1967年にチベット仏教の僧侶になろうと本気で考えていたボウイであったが、ケンプのレッスンをきっかけとして、黙想に生きる僧侶とは正反対の、ロック・スターという派手やかな歌舞音曲の世界へと、人生の進路が決まった。ボウイが北米市場で成功しようともがいていた1970年代に大きな助けとなったのが服飾デザイナー、山本寛斎との出会いであった。山本は1973年のジギーや1976年の『アラジン・セイン』の衣装をデザインした。
彼のステージ・パフォーマンスは日本文化の要素がいくつも取り入れられていた。このことを示す事例は、異星人という設定の「ジギー・スターダスト」や「ジェローム・ニュートン」のコスチュームなど、枚挙にいとまがない。ボウイは特に、歌舞伎の様式美や女形という要素に大きな影響を受けた。五代坂東玉三郎に女形の化粧のやり方を教わることすらしたが、女形の化粧をそのまま真似することはせず、むしろ女形に両性具有的魅力を見出し、ステージへの応用ができるかを模索した。服飾史研究者ヘレン・サイアン（Helene Thian）によると、ボウイは歌舞伎の「早替わり」の要素をステージパフォーマンスに取り入れた最初の欧米人であるという。ボウイは「スペース・サムライ」と名付けた日本の袴にインスパイアされた衣装や、着物にインスパイアされた衣装を好んで羽織り、曲の合間などに早替わりするパフォーマンスで観客を魅了した。
今日では、ボウイのような立場は、異文化から要素をただ盗んできただけと糾弾されがちであるが、前述の服飾史研究者サイアンによると、日本からボウイに対してこのような苦情が申し立てられることは、まずないという。彼女によるとその理由は、ボウイは自身の創造性を、東西文明を融合させ戦後世界を癒すために捧げたが、これはボウイの日本への敬意の表れであり、日本人も彼の敬意を愛しているからだ、という。
一時期、京都市に邸宅を構えていたとの噂もあるが、実際には1980年にディヴィッド・キッドという同名の東洋美術家の京都市山科区にある家にしばしば滞在し、その間は京都の各地でボウイが目撃されていたことから噂が膨らんだのではないかとの説も示されている。
ボウイが京都に滞在していた頃の姿は、写真家鋤田正義によって撮影された写真が広く知られている。その中には、河原町駅（現：京都河原町駅）にて阪急電車の前でコートを直す姿もあり、現在も阪急の資料にて残されている。阪急電鉄はボウイの訃報を受け、公式Twitterでその写真と共に追悼メッセージを送った。
1980年3月29日に京都のライブハウスにて、平沢進が率いたテクノポップバンド「P-MODEL」のライブコンサートに観客の一人として現れた。ライブ終了後には楽屋を訪れ、バンドメンバー達と語り合った。米国に帰国後、ボウイは《プレイボーイ》誌にて坂本龍一と対談し、坂本から日本に気になるアーティストが居たかと聞かれた際、ボウイはP-MODELが気になっていると語った。

### 家族
最初の妻はモデル出身のメアリー・アンジェラ・バーネット。1970年に結婚し、翌年、長男 ダンカン・ジョーンズ（現・映画監督）を授かる。1980年に離婚。1992年にスーパーモデル、イマン・アブドゥルマジドと再婚。2000年に長女 アレクサンドリア・ザーラ・ジョーンズ（Alexandria Zahra Jones）が生まれている。

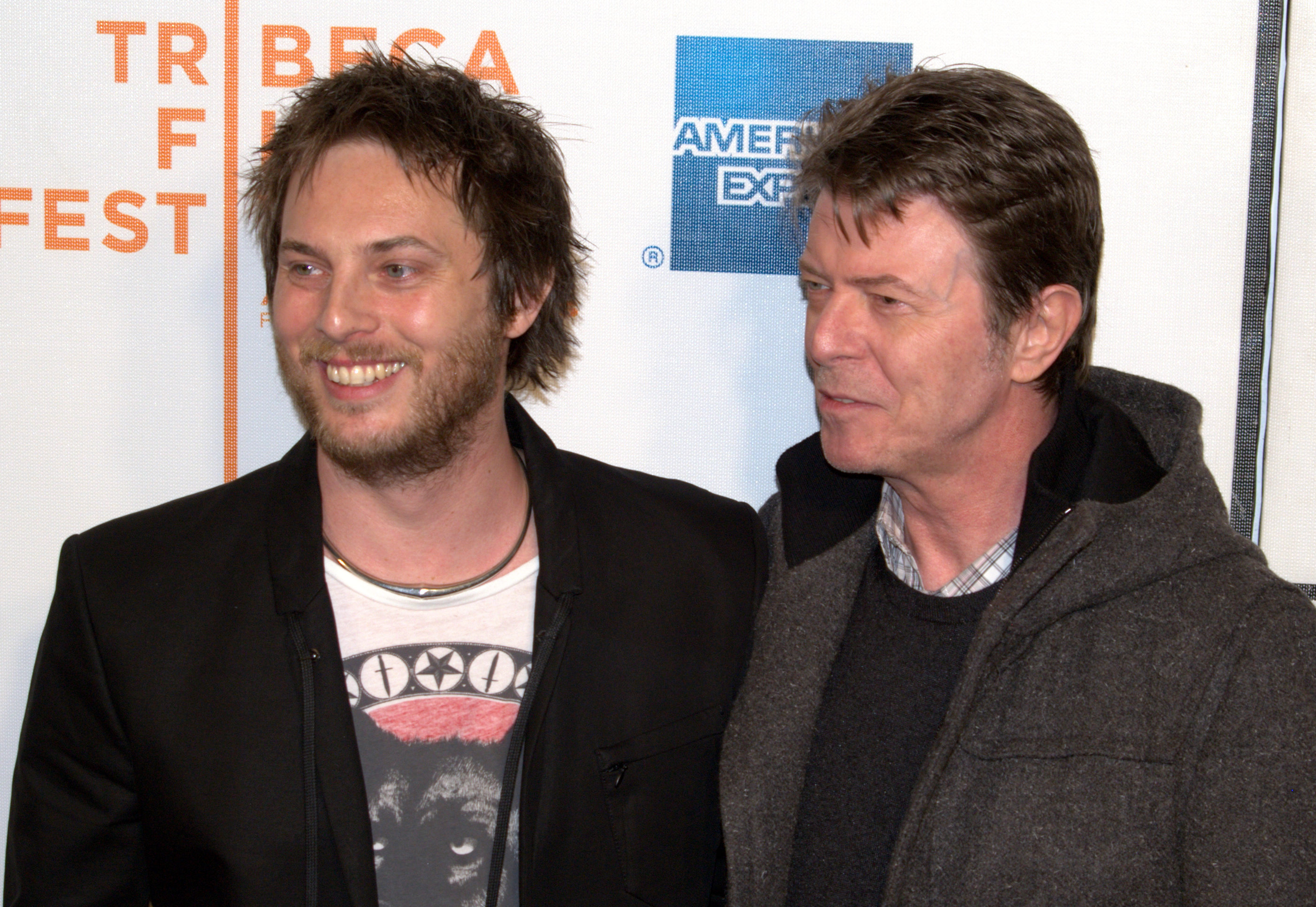
長男 ダンカン・ジョーンズ（2009年）
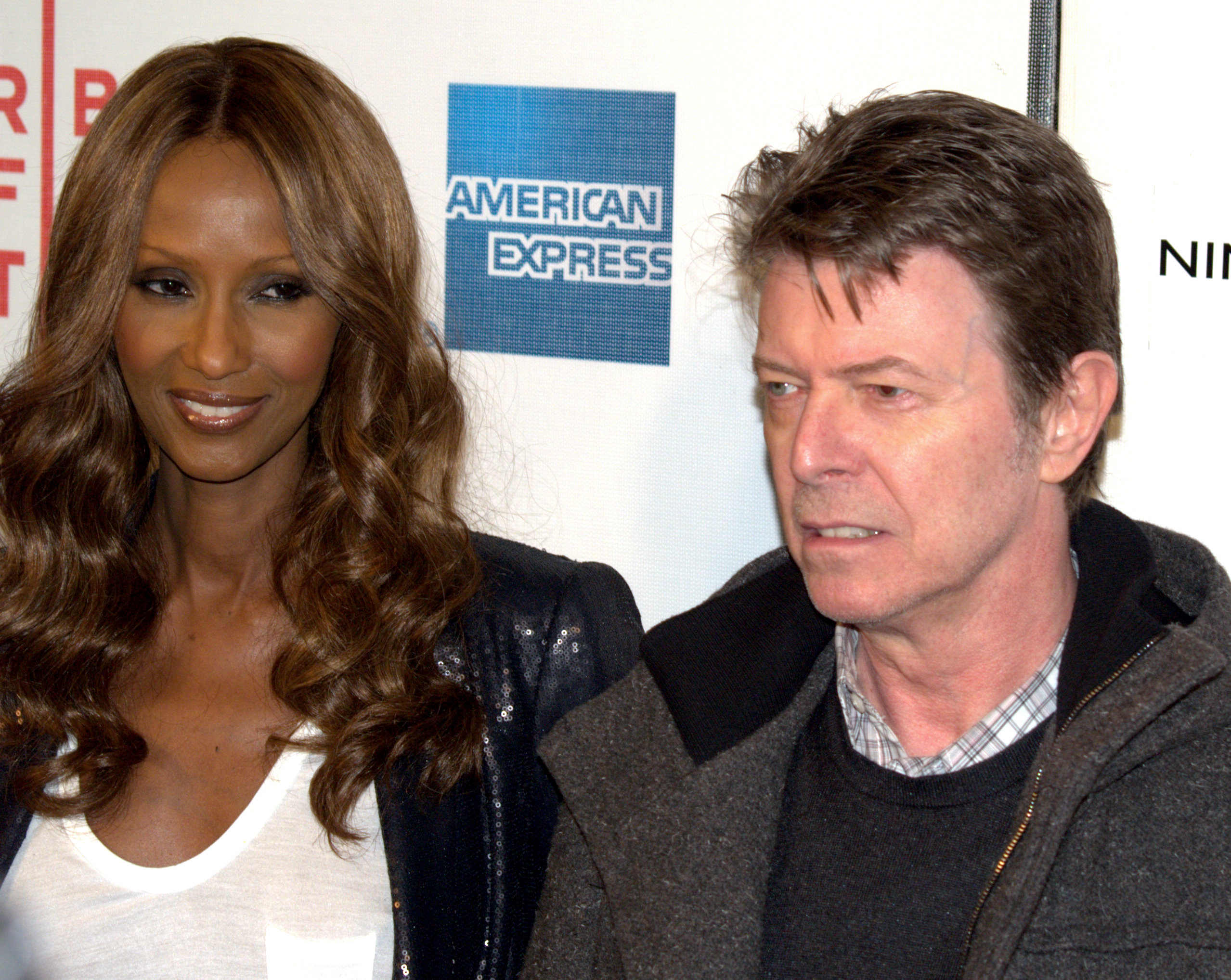
後妻 イマン・アブドゥルマジド（2009年）

## 栄典および受賞等

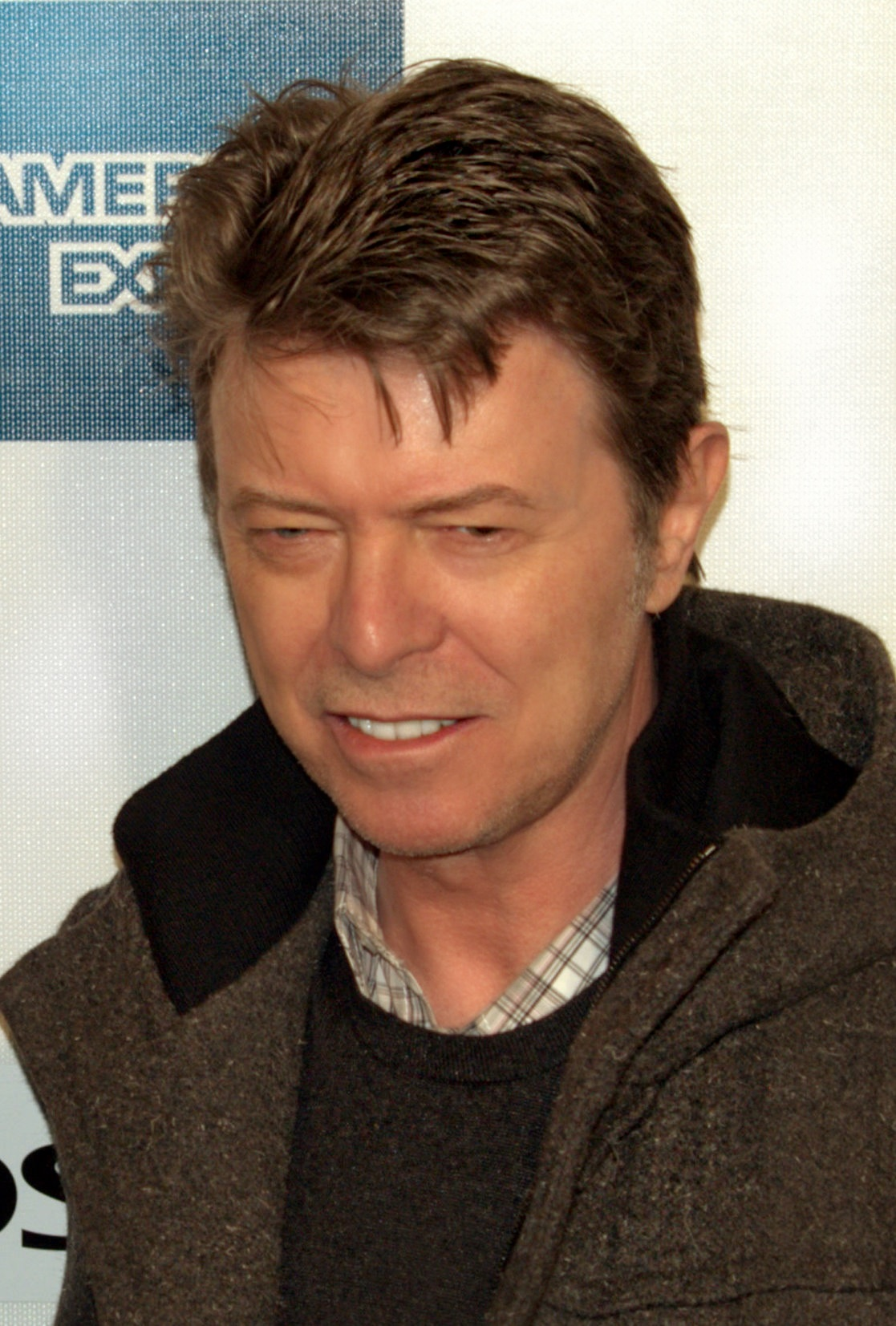
トライベカ・フィルム・フェスティバル（2009年）

### フランス
1999年 フランス芸術文化勲章コマンドール

### 米国
1999年 バークリー音楽院名誉音楽博士号

### 献名
David Bowie Spider（Heteropoda davidbowie）
アシダカグモ科のクモの一種。キャメロンハイランドからマレー半島、タイ、シンガポールに生息する。2008年にドイツの生物学者ペーター・イェーガーが発見。種小名の「davidbowie」はデヴィッド・ボウイのアルバム『ジギー・スターダスト』の原題『The Rise And Fall Of Ziggy Stardust And The Spiders From Mars』にちなんで献名された。

## 音楽作品
スタジオ・アルバム
- 『デヴィッド・ボウイ』 – David Bowie（1967年）
- 『スペイス・オディティ』 – David Bowie（1969年）
- 『世界を売った男』 – The Man Who Sold the World（1970年）
- 『ハンキー・ドリー』 – Hunky Dory（1971年）
- 『ジギー・スターダスト』 – The Rise and Fall of Ziggy Stardust and the Spiders from Mars（1972年）
- 『アラジン・セイン』 – Aladdin Sane（1973年）
- 『ピンナップス』 – Pin Ups（1973年）
- 『ダイアモンドの犬』 – Diamond Dogs（1974年）
- 『ヤング・アメリカンズ』 – Young Americans（1975年）
- 『ステイション・トゥ・ステイション』 – Station to Station（1976年）
- 『ロウ』 – Low（1977年）
- 『英雄夢語り (ヒーローズ)』 – "Heroes"（1977年）
- 『ロジャー (間借人)』 – Lodger（1979年）
- 『スケアリー・モンスターズ』 – Scary Monsters (and Super Creeps)（1980年）
- 『レッツ・ダンス』 – Let's Dance（1983年）
- 『トゥナイト』 – Tonight（1984年）
- 『ネヴァー・レット・ミー・ダウン』 – Never Let Me Down（1987年）
- 『ティン・マシーン』 – Tin Machine（1989年）
- 『ティン・マシーンII』 – Tin Machine II（1991年）
- 『ブラック・タイ・ホワイト・ノイズ』 – Black Tie White Noise（1993年）
- 『アウトサイド』 – 1.Outside（1995年）
- 『アースリング』 – Earthling（1997年）
- 『アワーズ…』 – Hours...（1999年）
- 『ヒーザン』 – Heathen（2002年）
- 『リアリティ』 – Reality（2003年）
- 『ザ・ネクスト・デイ』 – The Next Day（2013年）
- 『ブラックスター』 – Blackstar（2016年）
- 『トイ』 – Toy（2021年）

## 出演

### 日本のテレビ番組
- 1983年10月の来日公演時に、テレビ朝日の60分の『戦メリ』ボウイ特番『独占！！デヴィッド・ボウイ』に、大島渚らと共に出演した。司会は、山本コウタローとジュディ・オングが務めた。
- 1992年1月29日から2月17日までの3週間、ティン・マシーンで来日公演を行った際、テレビ東京の『タモリの音楽は世界だ』、日本テレビの『鶴ちゃんのプッツン5』に出演し、両番組内ともに、口パクで「Baby Universal」を披露した。
- MTV、"I want my MTV"・キャンペーン（1983年 - 1985年、アメリカ、楽曲「モダン・ラヴ」）

### 日本のテレビCM
- 宝酒造「宝焼酎『純』」（1980年）[60]

## 日本公演
- 1973年 Ziggy Stardust Tour
  - 4月8・10・11日：東京厚生年金会館、12日：名古屋市公会堂、14日：広島郵便貯金ホール、16日：神戸国際会館、17日：大阪厚生年金会館、18日・20日：渋谷公会堂
- 1978年 Isolar II Tour
  - 12月6・7日：大阪厚生年金会館、9日：万博記念公園、11日：日本武道館、12日：NHKホール
- 1983年 Serious Moonlight Tour
  - 10月20・21・22・24日：日本武道館、25日：横浜スタジアム、26・27日：大阪府立体育会館、29日：名古屋市国際展示場、30日：万博記念公園、31日：京都府立体育館
- 1990年 Sound + Vision Tour
  - 5月15・16日：東京ドーム
- 1992年 Tin Machine It's My Life Tour
  - 1月29日：京都会館、30・31日：大阪フェスティバルホール、2月2日：九州厚生年金会館、3日：メルパルクホール広島、5・6日：NHKホール、7日：神奈川県立県民ホール、10・11日：北海道厚生年金会館、13日：仙台サンプラザ、14日：大宮ソニックシティ、17日：NHKホール
- 1996年 Outside Tour
  - 6月4・5日：日本武道館、7日：名古屋センチュリーホール、8日：広島厚生年金会館、10日：大阪城ホール、11日：九州厚生年金会館、13日：福岡サンパレス
- 2004年 A Reality Tour
  - 3月8・9日：日本武道館、11日：大阪城ホール

## ボウイを描いた作品
スターダスト (2020年の映画)
ガブリエル・レンジ監督のイギリス・カナダ合作映画。世界的名声を得る直前のボウイに焦点を当て、自らの世界を確立しようともがく彼の苦悩と葛藤に加え、アルバム「ジギー・スターダスト」の誕生秘話を描いた伝記映画。